# الجميلة (مجلة)
الجميلة مجلة متخصصة في الأناقة والجمال في الشرق الأوسط، وتضم مجموعة من الخبراء في مجال الماكياج، والأزياء والمجوهرات والصحة والرشاقة وغيرها.
ومنذ انطلاقها في عام 1994، أثبتت الجميلة بنجاح نفسها في المنطقة، وكسبت كثيرًا من المتابعين خاصةً من النساء العربيات في منطقة الشرق الأوسط. وذلك بضمها مواضيع إبداعية، ينتجها فريق تحرير متخصص من الخبراء وعشاق الجمال الراقي.

## المهمة
توفر مجلة الجميلة تقارير فورية عن الموضة، ونصائح جمالية مجربة، بالإضافة للمشاركات والتغطية غير المتحيزة والخاصة بإطلاق أحدث المنتجات في قطاعات التجميل والأزياء. كما توفر الجميلة لقرائها الإلهام والإرشاد والمعرفة، وذلك لمساعدتهم على إدراك قدراتهم والبقاء في المقدمة في عالم تنافسي.

## المجلة المطبوعة

### الأبواب
للمجلة أبوابها المختلفة في عدة مجالات، حيث تعمل على تقديم العديد من الخبرات والنصائح للمتابعين عبر كل باب من هذه الأبواب، وهي:

#### الجمال
- نصائح ماكياج وأفكار وتقنيات جديدة.
- إرشادات للوصول إلى أفضل إطلالة.
- تزود متابعيها بجديد المنتجات التجميلية.
- ما أعجب المحرر

#### الفاشن
- تقارير أزياء متعمقة تغطي الموضات الإقليمية والدولية.
- منصات عروض الأزياء العالمية وإطلالات المشاهير.
- نصائح غير معقدة لتشكيل ستايل خاص.
- دليل بسيط ومريح لكل ما يخص الفاشن والموضة.
- إستراتيجيات عملية لأفضل ملابس لخزانتك.

#### الموضات
- تقارير حول الموضة.
- أخبار من الصفوف الأولى في عروض الأزياء في أسابيع الموضة (تقارير عروض أزياء موسعة).
- أخبار السجادة الحمراء.
- تغطية وراء الكواليس.
- نصائح المصممين والعارضات.
- تقارير متعمقة حول الإكسسوارات.

#### منوعات
- أزياء ملهمة بصريًا يتم تصويرها في الموقع (بيروت، دبي، لندن، باريس).
- لمسات إبداعية جمالية جريئة.
- جلسات تصوير إكسسوارات رائعة.
- مقابلات مع مصممين عالميين ومدراء إبداعيين.
- آراء خبراء إقليميين وعالميين.
- تشجيع المواهب الشرق الأوسطية في مجال تصميم الأزياء، ومدونات الستايل، وتصميم الإكسسوارات.
- تسليط الأضواء على المرأة العربية الناجحة والملهمة.
- أخبار ومقابلات مع المشاهير.
- قصص إنسانية مؤثرة.
- نصائح حول الصحة واللياقة البدنية والتغذية.
- أفضل نصائح السفر والجمال.
- نصائح غيرت قواعد الصناعة (مدارس الأزياء وعملاء العلاقات العامة).[7]

## الموقع الإلكتروني
يوفّر موقع الجميلة الإلكتروني إستراتيجية مفهومة بشكل راق، تتجاوب مع طريقة الاستهلاك المعلوماتي في العصر الحديث، لتعمل على تلبية احتياجات القراء في كل مكان بوجود عالم الهواتف النقالة.
مع تحديثه باستمرار، يعتبر موقع المجلة الإلكتروني أشبه بإصدار يومي غني بالمشاركات والمعلومات عن الجمال، بجانب مقالات الموضة الموسعة والمتوفرة في موقع سهل الاستخدام بالإضافة لارتباطه مع كافة الشبكات الاجتماعية عن طريق الحسابات المخصّصة.

### ميزات الموقع
- تَوَفّر الأخبار العاجلة في مجال الأزياء.
- تحديثات الجمال والموضة على مدار الساعة.
- تقارير دائمة حول الموضة.
- قصص نساء ملهمة.
- أخبار الإكسسوارات.
- ستايل المشاهير ولقطات من السجادة الحمراء.
- محتوى تحريري يركز على المنتجات الفاخرة.
- إطلاق المنتجات واستعراضات حول عروض الأزياء.

## وصلات خارجية
- الموقع الرسمي
- تويتر: * فيسبوك: مجلة الجميلة Aljamila Magazine
- إنستغرام: aljamilamag@
- يوتيوب: Aljamila Magazine